# John Holmes (diplomatico)
Sir John Holmes (Preston, 29 aprile 1951) è un diplomatico inglese.

## Carriera
Dopo aver concluso gli studi al Balliol College, entrò nel Foreign Office nel 1973. Dopo aver trascorso tre anni come funzionario a Londra, compreso un periodo di servizio temporaneo presso la Missione britannica presso l'ONU a New York, è stato nominato come un terzo segretario Cancelleria a Mosca e successivamente promosso secondo segretario.
Nel 1982 divenne assistente del segretario privato al ministro degli esteri. Nel 1984 Holmes è stato inviato all'ambasciata britannica a Parigi come primo segretario. Tornò a Londra nel 1987 come Assistente Capo del Dipartimento sovietico e tra il 1989 e il 1991 è stato distaccato presso Thomas De La Rue & Co, prima di trasferirsi in India come Consigliere Economico e Commerciale presso la High Commission a Nuova Delhi. 
Tornò a Londra nel 1995, prima come capo del Dipartimento e poi come segretario particolare e, successivamente, Capo di Gabinetto del Primo Ministro. Divenne ambasciatore in Portogallo (1999-2001) e, successivamente, in Francia (2001-2006). È stato Sottosegretario generale per gli affari umanitari e coordinatore dei soccorsi d'emergenza (2007-2010).
È stato direttore della Ditchley Foundation dal settembre 2010.

## Matrimonio
Nel 1976 sposò Penelope Morris, autrice e curatrice di Women for Women UK. La coppia ha tre figlie: Sarah, Lucy e Emilie.